# Puerta de Talavera (Plasencia)
La puerta de Talavera fue una puerta monumental ubicada en la muralla de la ciudad española de Plasencia, en la provincia de Cáceres. Estaba conectada a la Plaza Mayor por la calle Talavera, siendo la puerta más cercana a la plaza. Recibía su nombre por ubicarse en el lateral oriental de la fortificación, mirando hacia la ciudad de Talavera de la Reina, que había firmado un hermanamiento con Plasencia en 1248. Fue derribada en 1704, durante la guerra de sucesión española, como forma de dar la bienvenida a Felipe V por parte de los borbónicos placentinos.
Actualmente, se denomina "puerta de Talavera" a un importante cruce de vías públicas ubicado extramuros de la antigua puerta, donde confluyen las avenidas de Calvo Sotelo, Alfonso VIII y el Valle. En el entorno de este cruce se ubican conocidos monumentos como el convento de San Francisco y las ruinas de La Merced.
Aunque no quedan restos de la puerta en el lugar donde se ubicaba, pueden verse dos muros de sillares rejuntados con líneas de cal en ambos laterales, que serían las jambas que la conectaban con la muralla, claramente diferenciados de los edificios de su entorno pero sin más utilidad que su valor arqueológico. De esta puerta se conserva en el Palacio Municipal una inscripción en latín que había sido ubicada aquí para conmemorar la batalla que en 1488 expulsó del poder local a la Casa de Zúñiga, restaurando el estatus de realengo de Plasencia con una operación militar dirigida por los Carvajal con el apoyo de los Reyes Católicos; esta inscripción es similar a la conocida inscripción de la misma época del Cañón de la Salud, aunque con ciertas referencias a la guerra de Granada, y dice lo siguiente:

Libertas vrbis coelorvm gloriam pandit, infernis miseros civesqve obtrvdit iniqvos. Libertatem vrbi pacemqve imponere, et mores ivsticia altisimi decrevervnt reges Hispaniae. Divvsqve Hernandvs Diva Helisabet Santa conivx, dvm regnvm et vrbis Granate svbegerint armis. Ismahelis terror heresvm fortissimi vltores qvos pater omnipotens felices semper conservet. Victoresqve valeant totvm regnare per orbem. Lavdibvs angelicis coelestia [incluye un pequeño escudo de los Carvajal] regna seqvantvr.
La libertad es para la ciudad una manifestación de la gloria de los cielos, empujó a los infiernos a los míseros ciudadanos que la obstruían. Decretaron dar a la ciudad libertad, paz y leyes, en representación de la justicia del Altísimo, los reyes de España, el esclarecido Fernando y la egregia Isabel su santa cónyuge, mientras en el reino y ciudad de Granada entraban por la fuerza de las armas. Terror de los ismaelitas y fortísimos vengadores de las herejías, que Dios padre omnipotente los conserve felices siempre. Que victoriosos reinen en todo el orbe. Que las alabanzas de los ángeles les sigan al reino de los cielos.